# James McCluskey
James McCluskey dit Jim McCluskey, né à Stewarton, le 1er novembre 1950, et mort le 14 novembre 2013, est un arbitre écossais de football des années 1980 et 1990.

## Carrière
Il a officié dans des compétitions majeures : 
- Coupe du monde de football des moins de 16 ans 1989 (2 matchs)
- Coupe du monde de football féminin 1991 (3 matchs)
- Coupe d'Écosse de football 1992-1993 (finale)
- Coupe UEFA 1993-1994 (finale retour)
- Coupe Umbro (1 match)